# УСК Леви (Мельбурн)
УСК «Леви» (Український спортивний клуб «Леви») — австралійський футбольний клуб, заснований 1953 року мігрантами з України в передмісті Мельбурна Ессендоні, штат Вікторія. В англомовному середовищі відомий під назвою «Essendon Lions» (Ессендон Лайонз).
На піку свого професійного розквіту клуб у 1960-х — 1970-х роках грав у найвищій на той час Лізі штату Вікторія (англ. Victorian State League). 1978 року клуб припинив своє існування.

## Історія
Клуб отримав назву на честь столиці Західної України — Львова.
1956 року команда вперше була заявлена до виступів у Метрополітен-лізі штату Вікторія (англ. Victorian Metropolitan League).
1959 року «Леви» об'єдналися на один сезон з «Гайдуком» (англ. Hayduk), який виступав у Першому дивізіоні Метрополітен-ліги. Під назвою «Lions-Hayduk» команда посіла третю сходинку в дивізіоні. По закінченню сезону «Леви» повернулися до гри у Другому дивізіоні.
1960 року клуб виборов перше місце в Другому дивізіоні та перейшов до Першого.
У 1956—1961 роках всі домашні зустрічі «Леви» грали на полі у Ярра-Парк в Мельбурні.
1961 року клуб посів перше місце в Першому дивізіоні та виборов право грати у Лізі штату Вікторія. Найкращий результат, якого досягла команда в цій лізі — 5-та сходинка в сезоні 1968 року. Після десятирічних виступів у найвищій на той час лізі штату за результатами сезону 1971 року команда опинилася на останньому рядку турнірної таблиці та була понижена до виступів у Першому дивізіоні Метрополітен-ліги.
У 1962—1963 роках домашні зустрічі «Левів» були зіграні на різних майданчиках Мельбурна; у 1964—1967 роках — переважно у Монтгомері-Парк (англ. Montgomery Park) та Олімпік-Парк (англ. Olympic Park); з 1968 року постійним місцем проведення домашніх ігор став стадіон Монтгомері-Парк.
| Рік  | Ліга                          | Дивізіон   | Регулярний сезон (місце в групі)            |
| ---- | ----------------------------- | ---------- | ------------------------------------------- |
| 1956 | Victorian Metropolitan League | —          | 2, North                                    |
| 1957 | Victorian Metropolitan League | —          | 2, North                                    |
| 1958 | Victorian Metropolitan League | Division 2 | 4, North                                    |
| 1959 | Victorian Metropolitan League | Division 1 | 3, North (об'єднана команда «Lions-Hayduk») |
| 1960 | Victorian Metropolitan League | Division 2 | 1, North (Champions)                        |
| 1961 | Victorian Metropolitan League | Division 1 | 1, North (Champions)                        |
| 1962 | Victorian State League        | —          | 11                                          |
| 1963 | Victorian State League        | —          | 8                                           |
| 1964 | Victorian State League        | —          | 10                                          |
| 1965 | Victorian State League        | —          | 11                                          |
| 1966 | Victorian State League        | —          | 11                                          |
| 1967 | Victorian State League        | —          | 10                                          |
| 1968 | Victorian State League        | —          | 5                                           |
| 1969 | Victorian State League        | —          | 6                                           |
| 1970 | Victorian State League        | —          | 11                                          |
| 1971 | Victorian State League        | —          | 12 (Relegated)                              |
| 1972 | Victorian Metropolitan League | Division 1 | 10                                          |
| 1973 | Victorian Metropolitan League | Division 1 | 9                                           |
| 1974 | Victorian Metropolitan League | Division 1 | 9                                           |

1974 року члени спортивного клубу «Кроатія» (англ. SC Croatia), який 1972 року був дискваліфікований та вигнаний з Ліги штату Вікторія, з метою повернення у «великі футбольні змагання» розпочали процес перебирання контролю над клубом «Левів», який відчував фінансові труднощі. Першим кроком стало призначення в кінці сезону 1974 року впливової фігури в СК «Кроатія» Тоні Вржини (хорв. Tony Vržina) тренером «Левів» з метою убезпечення клубу від вильоту до нижчого дивізіону. Після закінчення сезону «Кроатія» завершила процес підпорядкування клубу в цілому —  «Левам» були виплачені 25000 доларів за контроль над клубом і спорудами у Монтгомері-Парк в Ессендоні.
До початку сезону 1975 року Тоні Вржина став президентом клубу, а тренером був призначений Дує Земунік (хорв. Duje Zemunik).
Ще три роки команда продовжувала грати під назвою «Essendon Lions», але фактично це вже був інший клуб. 1978 року назва була офіційно змінена на «Essendon Croatia» (Ессендон Кроатія).
| Рік  | Ліга                          | Дивізіон   | Регулярний сезон (місце в групі) |
| ---- | ----------------------------- | ---------- | -------------------------------- |
| 1975 | Victorian Metropolitan League | Division 1 | 7                                |
| 1976 | Victorian Metropolitan League | Division 1 | 3                                |
| 1977 | Victorian State League        | —          | 7                                |

## Досягнення

### 1956—1974
- Victorian Metropolitan League Division 1 North[6]

 Чемпіон: 1961
- Victorian Metropolitan League Division 2 North[7]

 Чемпіон: 1960
- Victorian Metropolitan League North[8][9]

 Друге місце: 1956, 1957
- Victorian Ampol Night Soccer Cup[10]

 Фіналіст: 1964

### 1975—1977
- Victorian Ampol Night Soccer Cup[11]

 Володар Кубку: 1977
- Кубок Докерти[en][12][13]

 Фіналіст: 1977
Півфіналіст: 1976